# Augustowo (powiat mławski)
Augustowo – wieś sołecka w Polsce położona w województwie mazowieckim, w powiecie mławskim, w gminie Strzegowo.
| SIMC    | Nazwa             | Rodzaj    |
| ------- | ----------------- | --------- |
| 0126480 | Budy Strzegowskie | część wsi |

W latach 1975–1998 miejscowość należała administracyjnie do województwa ciechanowskiego.